# Castagne (singolo)
Castagne è un singolo della cantante italiana Margherita Vicario pubblicato il 23 marzo 2018 da INRI Torino.

## Video musicale
Il videoclip del brano, pubblicato il 23 marzo 2018 sul canale YouTube di INRI Torino, è una sequenza di video amatoriali ad uso domestico dell'infanzia della cantante, montati insieme da Matteo Di Simone.

## Tracce
Testi di Margherita Vicario, musiche di Dade.
1. Castagne – 3:53